# 柔弱斑种草
柔弱斑种草（学名：Bothriospermum tenellum）是紫草科斑种草属的植物。分布在日本、巴基斯坦、朝鲜、印度、台湾岛、越南、俄罗斯以及中国大陆的陕西、河南、西南、东北、华南、华北等地，生长于海拔300米至1,900米的地区，多生长于田间草丛、山坡草地、山坡路边或溪边阴湿处，目前尚未由人工引种栽培。

## 异名
- Bothriospermum tenellum (Hornem.) Fisch. et C. A. Mey.